# 菲利普·路德维希·冯·赛德尔
菲利普·路德维希·冯·赛德尔（德語：Philipp Ludwig von Seidel；1821年10月23日—1896年8月13日），德国数学家。
赛德尔在德国茨韦布吕肯出生，母亲是尤丽叶·赖因霍尔德（德語：Julie Reinhold）；父亲是尤斯图斯·克里斯蒂安·费利克斯·赛德尔（德語：Justus Christian Felix Seidel）.
拉卡托什·伊姆雷将1847年对一致收敛概念的关键分析，以及对柯西证明不正确性的论证归功于赛德尔的发现。
1857年，冯·赛德尔第一个将单色光学像差分解为五种像差，现在它们通常被称为五种赛德尔像差。1896年8月13日，他在德意志帝国慕尼黑去世。
月球上“赛德尔环形山”就是以他的名字被命名。
高斯-赛德尔迭代是一种有用的求解线性方程组的数值迭代法。

## 参引
1. ↑  . 苏格兰圣安德鲁斯大学,数学与统计学院. May 2000  [2015-05-11]. （原始内容存档于2019-11-09）.
2. ↑  拉卡托什, 伊姆雷. . 剑桥大学出版. 1976: 141.